# HeHalutz

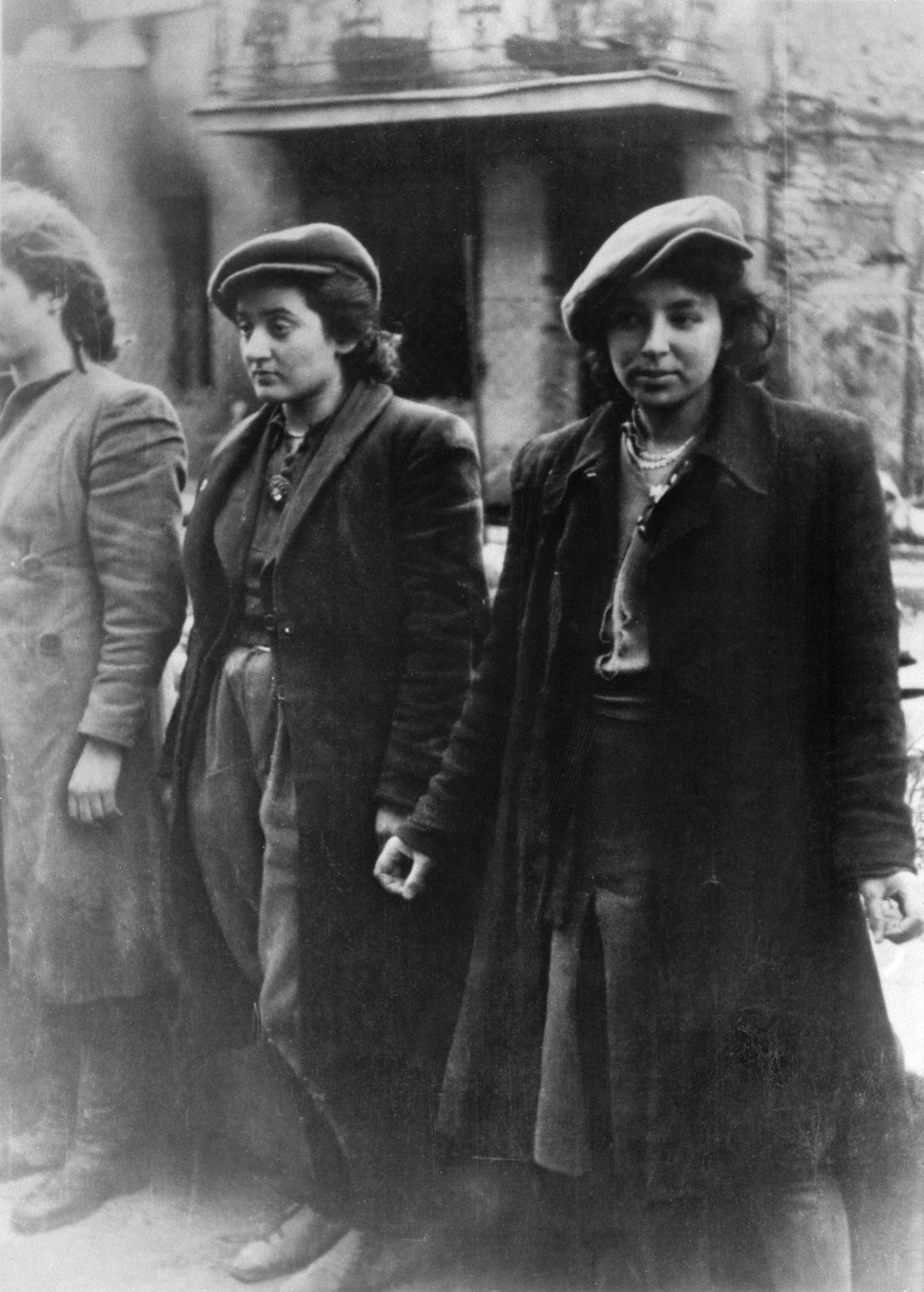
Tijdens de opstand in het getto van Warschau gevangengenomen vrouwen van de HeHalutzbeweging die in bezit van wapens waren, van links naar rechts: Rukhele Lauschvits of Rachela Wyszogrodzka, Bluma Wyszogrodzka, Małka Zdrojewicz

De HeHalutz of Hechalutz (Hebreeuws: הֶחָלוּץ, 'De Pionier') was een Joodse zionistische jeugdbeweging die jonge mensen trainde met het oog op hun vestiging in Palestina.

## Geschiedenis
De HeHalutz werd in 1905 door Eliezer Joffe in de Verenigde Staten opgericht. Tijdens de Eerste Wereldoorlog breidde vertakkingen van de organisatie zich uit in Europa, Rusland en Noord-Amerika. Bekende leiders van de organisatie waren onder andere Itzhak Ben-Zvi en David Ben-Gurion in de Verenigde Staten en Joseph Trumpeldor in Rusland.

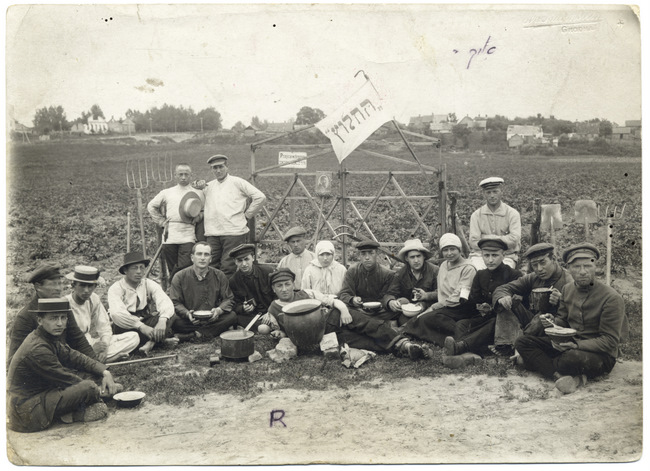
HeHalutzleden in Grodno, 1920

Aan het begin van de jaren 30 opereerde de HeHalutz in 25 verschillende landen in Europa, Noord-Afrika, het Midden-Oosten en Noord-Amerika. Naast het geven van trainingen organiseerde de HeHalutz ook enkele reizen naar Palestina. De door de HeHalutz gecharterde Velos vervoerde in juli 1934 350 emigranten naar Palestina en luidde zo het begin in van de Aliyah Bet. In 1939 telde de organisatie ongeveer 100.000 leden wereldwijd, waaronder 16.000 leden in trainingscentra en 60.000 immigranten in Palestina. Gedurende de Tweede Wereldoorlog vestigde de HeHalutz eenheden in Joodse getto's, zoals die in Warschau en in Šiauliai.